# فأر ناعم سالفيني
فأر ناعم سالفيني (الاسم العلمي: Liomys salvini) هو نوع من الحيوانات يتبع جنس فأر ناعم من فصيلة الفئران المتغايرة.